# 9664 Brueghel
A 9664 Brueghel (ideiglenes jelöléssel 1996 HT14) a Naprendszer kisbolygóövében található aszteroida. Eric Walter Elst fedezte fel 1996. április 17-én.